# Northrop F-20 Tigershark
Northrop F-20 Tigershark – amerykański odrzutowy samolot myśliwski zbudowany przez firmę Northrop w 1975 roku. Wersja rozwojowa myśliwca F-5 Freedom Fighter sfinansowana ze środków własnych wytwórni Northrop.
Początkowo samolot był oznaczony jako F-5G, odmiana myśliwca Tiger II, ale ze względu na znaczne zmiany zarówno konstrukcyjne, jak i osiągów (pomijając zewnętrzne podobieństwo), został uznany za nowy typ maszyny o oznaczeniu F-20. Główną różnicą w porównaniu do F-5 była wymiana dwóch silników odrzutowych General Electric J85  na jeden turbowentylatorowy General Electric F404 o ciągu wyższym o 60% od obu poprzednich silników. Tak samo jak przy F-5 przy konstrukcji nowej maszyny przyjęto założenie, że ma być on tanim i łatwym w utrzymaniu samolotem. F-20 zdolny był osiągnąć prędkość 2,1 macha i przelecieć na odległość 2760 km.

## Historia
Oblot pierwszego z trzech zbudowanych prototypów myśliwca F-20 odbył się 30 sierpnia 1982 roku. Przeznaczeniem nowego samolotu miały być rynki zagraniczne, ale ze względu na zniesienie przez Prezydenta Ronalda Reagana restrykcji na sprzedaż samolotów takich jak F-16 Fighting Falcon, zapotrzebowanie na F-20 nigdy się nie rozwinęło. Po sześciu latach prób sprzedaży samolotu kontrahentom zagranicznym firma Northrop zakończyła wart 1,2 miliarda dolarów program rozwojowy.

Siły powietrzne państw branych pod uwagę jako potencjalnych kupców myśliwca F-20 wolały wybrać porównywalny cenowo F-16, a pozostałe państwa zakupiły tańszy F-5E Tiger II lub radzieckie MiG-21. Chociaż osiągi Tigersharka były porównywalne z F-16 Viper Block 1/5/10 używanymi przez Siły Zbrojne Stanów Zjednoczonych i zdecydowanie lepsze niż eksportowej wersji F-16/79, to płatowiec F-20 zaprojektowany 20 lat wcześniej nie rokował nadziei na dalszy rozwój. Z drugiej strony F-16 był samolotem nowym, który jeszcze nie był modernizowany i ulepszany, dzięki czemu posiadał większy potencjał do przyszłych modyfikacji.
Z trzech zbudowanych prototypów jeden znajduje się w Kalifornijskim Centrum Naukowym, a pozostałe dwa zostały utracone w wyniku katastrof podczas prezentacji u klientów zagranicznych. Oba wypadki były spowodowane błędami pilotów.